# Indhira Serrano
Indhira Rosa Serrano Redondo (Barranquilla, 27 de janeiro de 1976) é uma atriz e modelo colombiana.

## Filmografia

### Telenovelas
- 2016 - Azúcar ... Sixta Lucumí[3]
- 2015 - Celia (telenovela) ... Myrelys Bocanegra
- 2015 - Tiro de gracia ... Sargento Yamile Juliao
- 2013 - El día de la suerte ... Yulis Badillo
- 2012 - Casa De Reinas ... Sargento Rocío Duncan[2]
- 2010 - El Clon... Dora Padilla

## Prêmios e nomeações
- Nomeada a melhor Atriz de Reparto (Premios Macondo 2012)
- Nomeada a melhor Atriz de Reparto (Premios India Catalina 2011)
- Nomeada a melhor Atriz de Reparto (Premios India Catalina 2010)
- Nomeada a melhor Vilã da Série (TV e Novelas Colombia 2010)Referências

1. ↑  «"Asumí que debía trabajar el doble y ser constante y fuerte", Indhira Serrano»
2. 1 2  «Entrevista Indhira Serrano». Vanguardia.com
3. ↑  «Lo nuevo de Fernando Gaitán encabeza el catálogo de RCN en Cannes». Todotvnews. Consultado em 19 de outubro de 2016